# Ortoreksi
Ortoreksi (latin orthorexia nervosa ) populært kaldet den fjerde spiseforstyrrelse, er en sygelig besættelse af at spise sundt.
I modsætning til anoreksi og bulimi handler det ikke om at tabe sig og være tynd, men om at være sund.
Bag betegnelsen orthorexia nervosa (rigtig appetit) står den amerikanske læge Steven Bratman som i 1997 beskrev denne tilstand.
Orthorexia nervosa er ikke en officiel diagnose.
Ortoretikerne tager udgangspunk i sundhedsbudskaberne, blandt andet at spare på fedtet, men overdriver, undgår måske al fedt hvilket er sundhedsskadeligt samtidig med at de foretager overdreven fysisk træning.